# Système d'alerte du Nord

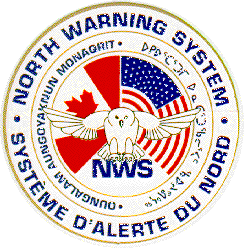
Insigne du Système d'alerte du Nord

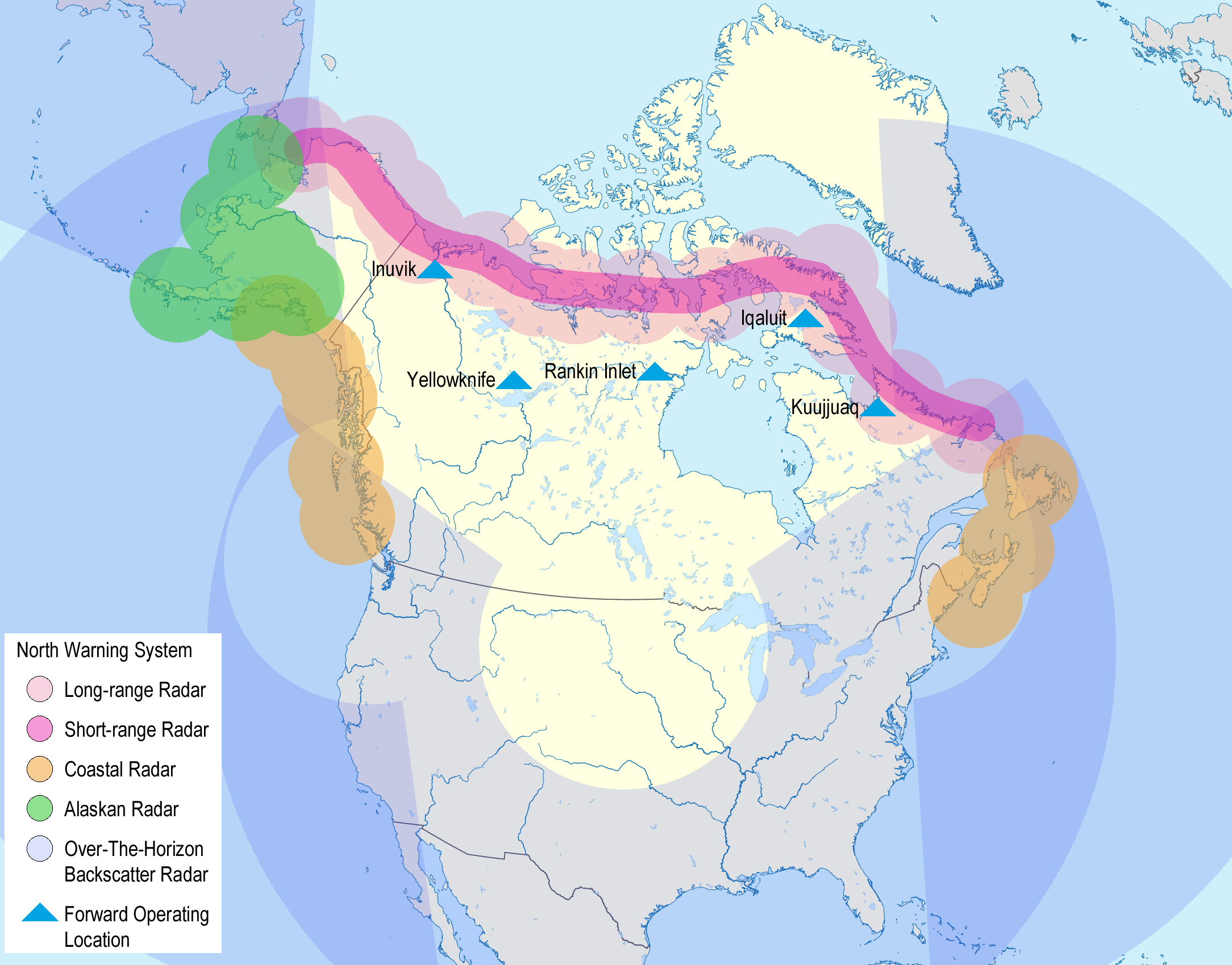
Le système d’alerte du Nord faisant partie du réseau de radars du NORAD, tel qu’envisagé par le Canada et les États-Unis en 1987.

Le Système d'alerte du Nord (North Warning System) est une série de stations radars dans l'Arctique nord-américain. Il fournit la surveillance de l'espace aérien contre les intrusions potentielles ainsi que les attaques dans la région polaire de l'Amérique du Nord. Le système consiste en 13 radars à longue portée dont 11 sont situés au Canada et dont 8 faisaient partie de l'ancienne ligne DEW et de 39 radars à courte portée dont 36 sont situés au Canada. Le système forme une ligne longue de 4 800 km et large de 320 km qui s'étire à partir de l'Alaska en passant par le Canada jusqu'au Groenland. 
Le Système d'alerte du Nord fut établi en 1985 alors que des stations choisies de la ligne DEW furent améliorées et que de nouvelles stations plus sophistiquées furent construites afin de fournir un système de détection avancée. L'automatisme des stations fut augmenté comparativement aux stations précédentes de la ligne DEW. De plus, plusieurs stations de la ligne DEW furent fermées. En 1990, avec la fin de la Guerre froide et l'effondrement de l'URSS, l'United States Air Force (la force aérienne des États-Unis) retira le personnel restant des bases canadiennes du Système d'alerte du Nord et remis le commandement complet aux Forces canadiennes.
Le système est commandé par le segment du Nord du Commandement de la défense aérospatiale de l'Amérique du Nord (NORAD) à partir de la BFC North Bay.